# Hans Lindberg (handbollsspelare)
För andra betydelser, se Hans Lindberg.

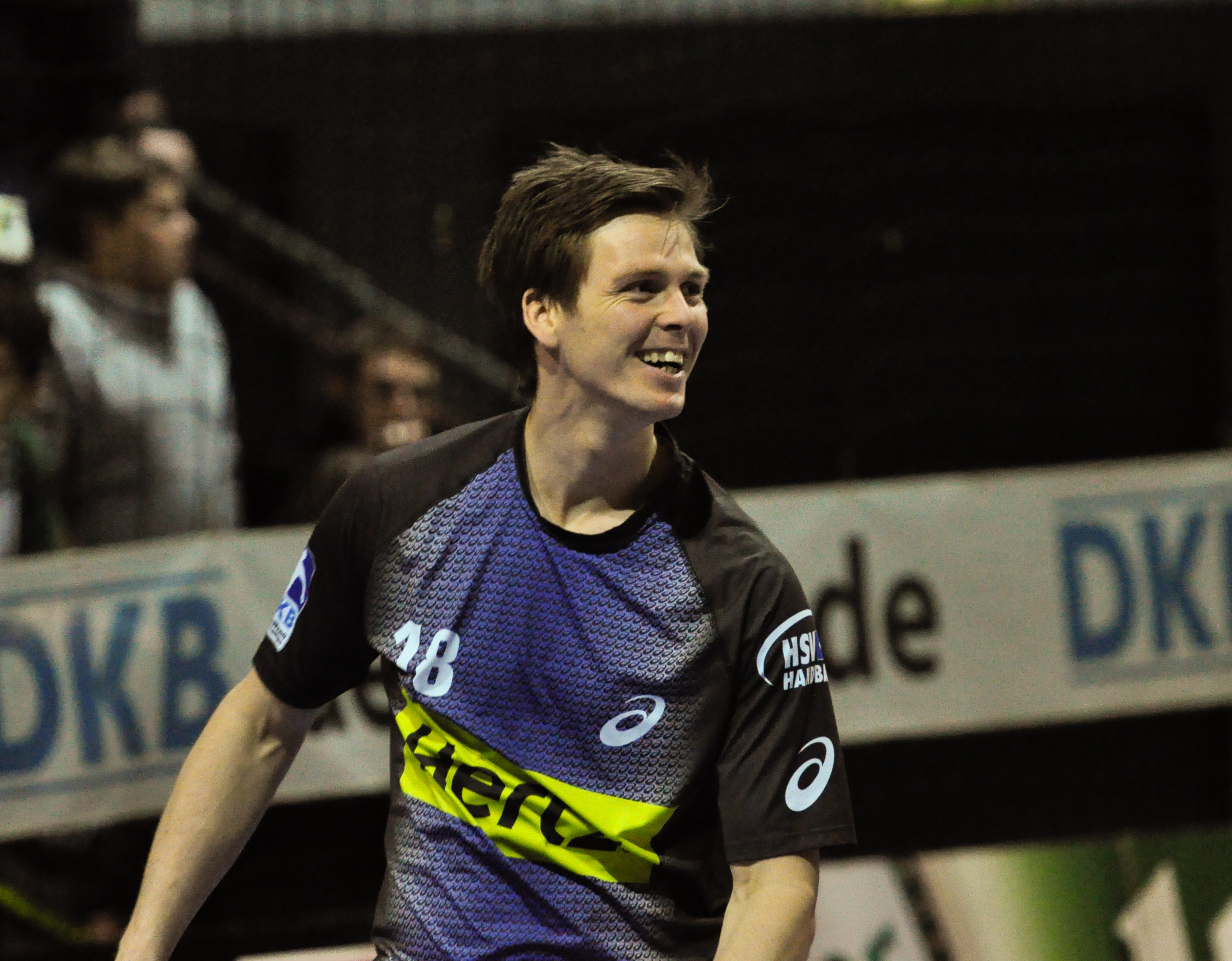
Hans Lindberg med HSV Hamburg, 2014.

Hans Óttar Lindberg Tómasson, född 1 augusti 1981 i Høje-Tåstrup, är en dansk handbollsspelare (högersexa). Han har spelat över 250 landskamper och gjort över 750 mål för Danmarks landslag, där han debuterade 2003. Han är Bundesligas främsta målskytt genom tiderna.

## Biografi
Hans Lindbergs föräldrar, Sigrún Sigurðardóttir och Tómas Erling Lindberg Hansson, är båda från Island. Lindbergs farföräldrar, Hans och Ala Lindberg, är båda från Trongisvágur på Färöarna. Upp till 18 års ålder var Hans Lindberg enbart isländsk medborgare, men blev sedan dansk medborgare på grund av reglerna för att få rätt till danskt studielån. Han spelade sedan åtskilliga ungdomslandskamper för Danmark och debuterade i A-landslaget 2003.
Hans Lindbergs handbollskarriär började som 14-årig i klubben Høj Håndbold i Ølstykke. 1999 gick han till Team Helsinge i högsta ligan och utvecklades där till att bli en av ligans främsta målskyttar. De tre sista säsongerna i Team Helsinge kom Lindberg på andra-, tredje- respektive andraplats i skytteligan.
Sommaren 2001 gick Lindberg till topplaget GOG Håndbold men han stannade bara några få månader och återvände till Team Helsinge i slutet av oktober samma år.
2005 bytte Lindberg lag från Team Helsinge till Viborg HK och spelade där två säsonger. 2007 gick han till tyska HSV Hamburg, som då var ett av Bundesligas allra största topplag. Han spelade där i nio år och blev bland annat Tysk mästare 2011 och Champions League-mästare 2013.
Mitt under säsongen 2015/2016 försattes HSV Hamburg i konkurs på grund av ekonomiska problem. I januari 2016 gick Lindberg därför till Füchse Berlin.
Han fortsatte i Füchse Berlin att ösa in mål. Den 12 december 2021 blev Lindberg Bundesligas främsta straffmålgörare genom tiderna, efter att ha passerat Lars Christiansen. Den 20 maj 2023 blev han, med sitt 2906:e mål, Bundesligas främsta målskytt totalt genom tiderna. Den 10 december 2023 passerade han drömgränsen 3000 mål i Bundesliga.
Han blev utsedd till Säsongens bästa högersexa vid EHF Excellence Awards 2023.

## Meriter

### Klubblagsmeriter
- Champions League-mästare 2013 med HSV Hamburg
- EHF European League-mästare 2023 med Füchse Berlin
- Tysk mästare 2011 med HSV Hamburg
- Tysk cupmästare 2010 med HSV Hamburg

### Landslagsmeriter
- VM-brons 2007 i Tyskland
- VM-silver 2011 i Sverige
- EM-guld 2012 i Serbien
- VM-silver 2013 i Spanien
- EM-silver 2014 i Danmark
- VM-guld 2019 i Danmark och Tyskland
- EM-brons 2022 i Slovakien och Ungern
- VM-guld 2023 i Sverige och Polen
- EM-silver 2024 i Tyskland